# Moto Racer
Moto Racer es un videojuego de carreras de motocicletas de tipo arcade publicado en 1997 por Delphine Software International (DSI) para PC y PlayStation. Moto Racer incluye varios circuitos y tanto motos de cross como motos de velocidad.

## Jugabilidad
En Moto Racer, cuatro del total de los circuitos siempre están disponibles. Otros cuatro pueden ser desbloqueados ganando carreras. Además, existen otros dos circuitos que en su momento podían ser descargados del sitio web oficial. Sin embargo, esto ya no es posible debido a la baja de dicho sitio web. El modo de un jugador cuenta con tres modos: práctica, carrera individual y campeonato. Las carreras son por tiempo, perdiendo el jugador al acabarse dicho tiempo. No obstante, en el modo práctica el jugador puede optar por desactivar el límite de tiempo. También, es posible usar trucos al inicio del videojuego.
Moto Racer cuenta con un modo multijugador en red de área local e Internet.

## Secuelas
A Moto Racer le siguieron varias secuelas. De ellas, Moto Racer 2, Moto Racer World Tour, Moto Racer 3 y Moto Racer Advance estuvieron a cargo de Delphine Software International. Luego de la publicación de este último videojuego, DSI cayó en bancarrota. Más tarde se publicó Moto Racer DS, de Artefacts Studio, para la videoconsola portátil Nintendo DS.
El año 2016 fue publicado Moto Racer 4, por la empresa francesa Microids